# مدرعة ساكابامبا
مدرعة ساكابامبا (الاسم العلمي:†Sacabambaspis) هي جنس منقرض من الفقاريات تتبع تحت طائفة مدرعات أراندا. وهي من الأسماك التي عاشت في العصر الأوردوفيشي. عاشت مدرعة ساكابامبا في المياه الضحلة على الهامش القاري لغندوانا. وهي من أشهر أعضاء مدرعات أراندا من ناحية توافر العديد من العينات لها. وهي مرتبطة بمدرعة أراندا.